# ATC Bologne
L'ATC - Azienda Trasporti Consorziali di Bologna S.p.A. est la société qui a géré les activités prévues par le Plan de Stationnement de la Commune de Bologne, les services complémentaires pour soutenir la mobilité, comme la gestion du stationnement sur la voie publique et en immeuble, l'autopartage (car sharing), les vélos en libre-service (Bike sharing), les péages de stationnement et le contrôle des infractions jusqu'au 5 mai 2014. Jusqu'au 1re février 2012, l'ATC Bologne gérait également les transports publics dans les provinces de Bologne et de Ferrare.
Les principaux actionnaires de la société publique étaient la Commune de Bologne et la Province de Bologne. En 2007 et 2009, l'ATC Bologne a remporté le Prix du transport public italien de l'année.
Fondée le 1re janvier 1975 pour desservir l'agglomération bolognaise, l'ATC de Bologne a absorbé la société de transports publics ACFT de Ferrare - Azienda Consorziale Ferrarese Trasporti, en 2009.
Le 1re février 2012, la division transport de l'ATC Bologne est intégrée dans la nouvelle société TPER - Trasporto Emilia-Romagna S.p.A., cessant ainsi toute activité dans le domaine des transports publics,. Le 30 juin 2014, l'ATC de Bologne a été mise en liquidation.

## Histoire
Le 1re janvier 1975, l'ATC - Azienda Trasporti Consorziali di Bologna S.p.A. a été fondée à la suite de la fusion de l' ATM - Azienda Trasporti Municipali S.p.A., entreprise municipale des transports urbains de Bologne créée en 1932 et appelée jusqu'en janvier 1967, ATM - Azienda Tramviaria Municipale, avec l' APT - Azienda Trasporti Provinciali qui gérait les transports extra-urbains et urbains de la ville voisine d'Imola. Auparavant, l'APT d'Imola avait absorbé les sociétés de transport Gattiani & Nardi, Gieri, Giuliani, SAF, SAP, SATEM, SATIB et les opérateurs privés Ciani, Giustini, Siamic, Soatti & VETA qui réalisaient les services extra-urbains de la province de Bologne. Par la suite, les transports en commun assurés dans la province de Bologne par SITA (1976), MPM et Nanni (1981) et une partie de ceux réalisés par Tra.Ro ont également été intégrés dans ATC Bologne (1987).
En 2009, l'ATC de Bologne étend ses services à la ville et à la province de Ferrare, en intégrant ACFT de Ferrare.
Le 1re février 2012, sur décision de ses partenaires, l'ATC de Bologne scinde sa division transport, qui fusionne avec celle de FER - Ferrovie Emilia Romagna, donnant naissance à la société T-PER - Trasporto Passeggeri Emilia-Romagna S.p.A.. À partir de cette date, après trente-sept ans d'existence, l'entreprise cesse son activité de transports en commun publics locaux, s'occupant uniquement des activités annexes prévues par le Plan de Stationnement de la Commune de Bologne : la gestion des parkings publics et des services complémentaires pour soutenir la mobilité. Le 5 mai 2014, ces activités ont également été transférées à T-PER
Le 5 mai 2014, l'entreprise perd la gestion des activités liées au stationnement : la gestion du stationnement payant, l'accès à la zone à circulation restreinte, la délivrance des permis, l'autopartage auto et vélos au profit de T-PER. Les actionnaires ayant considéré que l'existence de l'entreprise était devenue inutile, le 30 juin 2014, la liquidation a été décidée et le Dr Paolo Diegoli a été nommé comme liquidateur,. Après presque 40 ans d'histoire, l'entreprise fondée en 1975 pour gérer les transports publics de la ville de Bologne ferme ses portes.

### Activités de transports publics réalisées dans le passé
De 1975 à 1997, l'ATC de Bologne gérait le trafic de marchandises sur la ligne ferroviaire Casalecchio-Vignola. Après les importants travaux de rénovation de la ligne réalisés dans les années 1997-2003, l'ATC de Bologne fonde, avec la société FER - Ferrovie Emilia Romagna la Società Suburbana FBV pour la gestion du service voyageurs sur cette ligne, à partir du 15 septembre 2003, entre la gare de Bologne-Centrale et Bazzano, prolongée jusqu'à Vignola en 2006. La gestion de l'infrastructure est restée entre les mains de l'ATC Bologne jusqu'en janvier 2009, passée à la FER.
L'ATC de Bologne a également géré le service de fret entre la Manifattura Tabacchi de Bologne (it), dans la zone Parco Nord et la gare de Bologne-Centrale. Cette liaison est tout ce qui reste de l'ancien tramway Bologne-Pieve di Cento et Bologne-Malalbergo. Le transport des produits de la manufacture des tabacs a été suspendu en 2005 à la suite de l'arrêt de ses activités.
Dans la bassin industriel de Bologne, l'ATC a fourni des services au sein de la société TPB, qui comprenait les sociétés FER et Omnibus, société créée par ATC et des sociétés privées associées aux coopératives Coerbus, Cosepuri et Saca. Dans la bassin industriel de Ferrare, l'ATC était associée à la société TPF, qui comprenait FER et FEM, une société regroupant les opérateurs privés locaux.